# Кульбаба Алла Анатоліївна
Алла Анатоліївна Кульба́ба (нар. 3 квітня 1968, Кривий Ріг) — українська диригентка і педагог, народна артистка України (2019).

## Життєпис
Закінчила Київську консерваторію (1992 року — клас хорового диригування Л. М. Венедиктова, 1995 року — клас оперно-симфонічного диригування В. Б. Гнєдаша).
Від 1995 — асистент головного диригента Національної опери України.
Від 1999 — диригент Національного академічного театру опери та балету України імені Тараса Шевченка.
Викладає в Національній музичній академії України імені Петра Чайковського. З 2009 — доцент кафедри оперної підготовки.
Від 1998 співпрацювала з Київським симфонічним оркестром і хором під диригуванням Роджера Макмеріна.
2019 року в якості запрошеної диригентки диригувала в Одеському театрі опери і балету оперу «Аїда» Дж. Верді.

## Диригування
- «Євгеній Онєгін», «Винова краля», «Йоланта» П. Чайковського
- «Аїда», «Травіата», «Макбет» Дж. Верді
- «Манон Леско» Дж. Пуччіні
- «Кармен» Ж. Бізе
- «Таємний шлюб» Д. Чимарози
- «Ромео і Джульєтта» Ш. Ґуно
- симфонічні та камерні твори

## Визнання
- 1994 — лауреатка Національного конкурсу диригентів ім. С. Турчака (3-я премія)
- 2008 — заслужений діяч мистецтв України
- 2019 — народна артистка України